# Seznam švicarskih filmskih režiserjev
Seznam švicarskih filmskih režiserjev.

## A
- Daniela Ambrosoli
- Jean-François Amiguet
- Maurice Andréossi
- Richard Angst (snemalec)

## B
- Lionel Baier
- Claude Barras
- Edward Berger (nemško-švicarski)
- Eric Bergkraut /Ruth Schweikert
- Emil Berna (snemalec)
- Renato Berta (snemalec)
- Benno Besson
- Alain Bloch
- Eugeniusz Bodo (poljsko-švicarski)
- Luc Bondy
- Jean-Stéphane Bron
- Heinz Büttler

## C
- Antoine Cattin (1975)
- Claude Champion
- Arthur Cohn (1927- ) (filmski producent)
- Henri Colpi (švic.-franc. montažer, režiser, publicist)
- Stéphanie Chuat & Véronique Reymond

## D
- Philip Delaquis
- Richard Demb (fr.- ?)
- Richard Dindo

## E
- Simon Edelstein
- Urs Egger
- Matteo Emery
- Ivan Engler
- C. G. Duvanell

## F
- Léa Fazer
- Tim Fehlbaum
- Jacques Feyder (fr.-švicarski)
- Markus Fischer
- Robert Florey
- Robert Frank (1924-2019), švicarsko-ameriški dokumentarist, fotograf
- Christian Frei
- Kurt Früh

## G
- Kantarama Gahigiri
- Nikolaus (Nicolas) Gessner
- Bernhard Giger
- Marcel Gisler
- Kurt Gloor
- Robert Gnant (snemalec)
- Jean-Luc Godard (fr.-švic.)
- Véronique Goël
- Fréderic Gonseth
- Claude Goretta (1929 - 2019)
- Steff Gruber (1953)
- Peter von Gunten

## H
- Moritz de Hadeln
- Jürg Hassler
- Stefan Haupt
- Daniel Helfer
- Villi Hermann
- Kurt Hoffmann ?
- Pascal Hofmann
- Robert Hunger-Bühler

## I
- Markus Imboden
- Markus Imhoof

## J
- Benny Jaberg
- Antoine Jaccoud (scenarist)

## K
- Dimitri Kirsanoff Max Haufler
- Klemens Klopfenstein
- Xavier Koller
- Thomas Koerfer
- Beat Kuert

## L
- Jean-Jacques Lagrange
- Boris Lehman (švicarsko-belgijski)
- Remo Lengazzi
- Dani Levy
- Rolf Lissy
- Dominik Locher
- Peter Lotar
- Peter Luisi
- Rolf Lyssy

## M
- Walter Marti (dokument.)
- Ursula Meier
- Jean-Bernard Menoud
- Reni Mertens (dokument.)
- Peter Mettler (švicarsko-kanadski)
- Anne-Marie Miéville (fr.-švic.)
- Bruno Moll
- Patricia Moraz
- Louis Mouchet
- Barbara Müller (dokument.)
- Fredi M. Murer

## N
- Juerg Neuenschwander
- Philippe Nicolet
- Tobias Nölle

## O
- Bettina Oberli
- Urs Odermatt
- Tom Oesch
- Dominique Othenin-Girard

## P
- Karim Patwa
- Vincent Perez
- Cristina Perincioli
- Julius Pinschewer (animator)

## R
- Georg Radanowicz
- Milo Rau (1977)
- Franz Reichle
- Francis Reusser
- Mark A. Rissi
- Michel Rodde
- Germinal Roaux
- Carole Roussopoulos
- Jean-Luis Roy
- Antoine Russbach

## S
- Bernard Safarik
- Reto Salimbeni
- Christoph Schaub
- Daniel Schmid (1941-2006)
- Valerian Schmidely
- Franz Schnyder
- Georges Schwitzguébel (animator)
- Alexander J. Seiler (dokumentarist in producent)
- Michel Soutter
- Michael Steiner (scenarist)

## Š
- Andrea Štaka/Staka

## T
- Alain Tanner (1929-2022)
- Felix Tissi
- Claudio Tonetti
- Hans Trommer
- Curt Truninger

## V
- Jacqueline Veuve

## W
- Romed Wyder

## Y
- Yves Yersin

## Z
- Greg Zglinski (polj.-švicarski)?
- Matthias Zschokke